# Ф'юмінгування
Ф'юмінгування — вилучення легких компонент з розплавлених шлаків продуванням вуглеповітряною сумішшю при 1200–1250 °С.